# Яо Чан
Я́о Чан (кит. трад. 姚萇, упр. 姚苌, пиньинь Yaó Cháng, 331—394), взрослое имя Цзинма́о (кит. 景茂, пиньинь Jǐngmào) — основатель государства Поздняя Цинь; храмовое имя — Тай-цзу (太祖), посмертное имя — Учжа́о-ди (武昭帝).

## Биография

### Молодые годы
Яо Чан родился в 331 году; в то время его отец Яо Ичжун — был крупным цянским вождём и одним из генералов Ши Лэ (императора государства Поздняя Чжао). После того, как государство Поздняя Чжао было уничтожено, Яо Ичжун признал себя вассалом империи Цзинь. После того, как в 351 году Яо Ичжун скончался, командование его войсками перешло к его сыну Яо Сяну. В 352 году Яо Сян восстал против империи Цзинь и занял города вокруг Лояна (но не сам Лоян); Яо Чан в это время был одним из его советников.
В 356 году цзиньский генерал Хуань Вэнь разгромил Яо Сяна и отвоевал лоянский регион. Яо Сян был вынужден бежать на северо-запад, и в 357 году оказался на территории государства Ранняя Цинь. В бою с войсками, посланными против него императором Фу Шэном, Яо Сян был убит, а Яо Чан, к которому перешло командование, сознавая бессмысленность сопротивления, предпочёл сдаться циньцам.

### На службе у Фу Цзяня
В 357 году Фу Цзянь сверг Фу Шэна и занял трон сам, а Яо Чан стал одним из его генералов. В 366 году он принял участие в нападении на принадлежавшую империи Цзинь провинцию Цзинчжоу (荊州, территория современной провинции Хунань, а также центральной и южной частей провинции Хубэй). В 367 году он принял участие в подавлении восстания на землях восточной части современной провинции Ганьсу. Фу Цзянь поставил Яо Чана во главе округа Лундун. В 371 году Яо Чан принял участие в кампании против Чоучи, а в 373 году Фу Цзянь сделал его губернатором провинции Нинчжоу (寧州, южная часть современной провинции Сычуань). В 376 году он принял участие в завоевании государства Ранняя Лян, а в 378 году принял участие в осаде цзиньского города Сянъян. Во время правления Фу Цзяня Яо Чан получил титул «Идуского хоу» (益都侯).
В 383 году Фу Цзянь предпринял крупное наступление на империю Цзинь, намереваясь уничтожить её и объединить все китайские земли под своей властью; Яо Чану было поручено командование армиями юго-западного фронта. Однако основные силы были разгромлены в битве на реке Фэй, после чего в империи восстали сяньби: Мужун Чуй поднял восстание в восточных землях, а Мужун Хун — в районе столичного города Чанъань. Фу Цзянь направил Яо Чана и своего брата Фу Жуя на подавление восстания Мужун Хуна. Яо Чан выступал за то, чтобы дать Мужун Хуну (желавшему возвращения на исконные сяньбийские земли на востоке) уйти, но Фу Жуй решил перехватить Мужун Хуна, и был убит в битве. Яо Чан отправил Чжао Ду и Цзян Се к Фу Цзяню, чтобы сообщить тому печальное известие, но разгневанный Фу Цзянь убил посланцев. Испугавшись, Яо Чан покинул армию, собрал проживавших в том регионе цянов и восстал сам, провозгласив себя «князем 10.000-летней Цинь» (萬年秦王). Так было основано государство Поздняя Цинь.

### Князь
Яо Чан решил копить силы, пока его противники сражаются между собой, а пока что обосновался в Бэйди и стал захватывать города в северной части современной провинции Шэньси. Осенью 385 года Фу Цзянь покинул Чанъань, осаждённый войсками Западной Янь, и был захвачен Яо Чаном. Яо Чан пытался заставить Фу Цзяня официально передать ему трон, но тот отказался, и тогда Яо Чан приказал его убить.
Войска Западной Янь в итоге взяли Чанъань, но сяньбийцы не желали там оставаться, так как хотели вернуться на родину, в восточные земли империи. Когда они покинули Чанъань, Яо Чан захватил его и сделал своей столицей, а себя провозгласил императором.

### Император
В условиях развала империи возникло большое количество полунезависимых полевых командиров, а основным противником Яо Чана стал сын Фу Цзяня Фу Пи, провозгласивший себя императором после смерти отца и объединивший вокруг себя силы, оставшиеся верными Ранней Цинь. После смерти Фу Пи императором Ранней Цинь провозгласил себя его дальний родственник Фу Дэн, действовавший на восточных землях современной провинции Ганьсу, и в течение нескольких лет война между Ранней Цинь и Поздней Цинь шла с переменным успехом, не давая решающего преимущества ни одной из сторон. Однако Яо Чан смог воспользоваться невнимательностью Фу Дэна, и постепенно подчинял полунезависимых полевых командиров, а также отвоевал у Западной Янь города, лежавшие к западу от Хуанхэ.
Летом 389 года Фу Дэн устроил себе базу в Дацзе (на территории современного Сяньяна) и, оставив там жену и детей, атаковал и захватил находившийся под властью Поздней Цинь Пинлян. Однако Яо Чан нанёс неожиданный удар по Дацзе, где захватил около 50 тысяч подданных Фу Дэна, а также убил его жену и сыновей Фу Бяня и Фу Шана. Фу Дэн собрал остатки своей армии в крепости Хукун и, хотя сражения между войсками Ранней и Поздней Цинь продолжались, война опять зашла в тупик. Однако Яо Чан продолжал при этом покорять полунезависимых местных правителей, и Поздняя Цинь крепла.
В 394 году Яо Чан скончался, и трон унаследовал его сын Яо Син.